# Diocesi di Trois-Rivières
La diocesi di Trois-Rivières (in latino Dioecesis Trifluvianensis in Canada) è una sede della Chiesa cattolica in Canada suffraganea dell'arcidiocesi di Québec. Nel 2022 contava 245.297  battezzati su 249.497 abitanti. È retta dal vescovo Martin Laliberté, P.M.E.

## Territorio
La diocesi comprende la regione della Mauricie nella provincia canadese del Québec.
Sede vescovile è la città di Trois-Rivières, dove si trova la cattedrale dell'Assunzione.
Il territorio è suddiviso in 62 parrocchie.

## Storia
La diocesi è stata eretta l'8 giugno 1852 con la bolla Universi Dominici gregis di papa Pio IX, ricavandone il territorio dall'arcidiocesi di Québec.
Il 28 agosto 1874, l'11 luglio 1882 e il 10 luglio 1885 ha ceduto porzioni del suo territorio a vantaggio dell'erezione rispettivamente della diocesi di Sherbrooke (oggi arcidiocesi), del vicariato apostolico di Pontiac (oggi diocesi di Pembroke) e della diocesi di Nicolet.
Il 31 maggio 2007 si è ampliata, includendo territori prima appartenuti alla diocesi di Amos.

## Cronotassi dei vescovi
Si omettono i periodi di sede vacante non superiori ai 2 anni o non storicamente accertati.
- Thomas Cooke † (8 giugno 1852 - 30 aprile 1870 deceduto)
- Louis-François Richer detto Laflèche † (30 aprile 1870 succeduto - 14 luglio 1898 deceduto)
- François-Xavier Cloutier † (8 maggio 1899 - 18 settembre 1934 deceduto)
- Alfred-Odilon Comtois † (24 dicembre 1934 - 26 agosto 1945 deceduto)
- Maurice Roy † (22 febbraio 1946 - 2 giugno 1947 nominato arcivescovo di Québec)
- Georges Léon Pelletier † (26 luglio 1947 - 31 ottobre 1975 dimesso)
- Laurent Noël † (8 novembre 1975 - 21 novembre 1996 ritirato)
- Martin Veillette (21 novembre 1996 - 2 febbraio 2012 ritirato)
- Joseph Luc André Bouchard (2 febbraio 2012 - 25 gennaio 2021 dimesso)
- Martin Laliberté, P.M.E., dal 14 marzo 2022

## Statistiche
La diocesi nel 2022 su una popolazione di 249.497 persone contava 245.297 battezzati, corrispondenti al 98,3% del totale.
| anno | popolazione | popolazione | popolazione | presbiteri | presbiteri | presbiteri | presbiteri                | diaconi | religiosi | religiosi | parrocchie |
| anno | battezzati  | totale      | %           | numero     | secolari   | regolari   | battezzati per presbitero | diaconi | uomini    | donne     | parrocchie |
| ---- | ----------- | ----------- | ----------- | ---------- | ---------- | ---------- | ------------------------- | ------- | --------- | --------- | ---------- |
| 1950 | 181.973     | 184.829     | 98,5        | 327        | 238        | 89         | 556                       |         | 495       | 1.525     | 83         |
| 1966 | 241.380     | 244.693     | 98,6        | 406        | 300        | 106        | 594                       |         | 449       | 1.727     | 92         |
| 1970 | 236.909     | 240.953     | 98,3        | 424        | 306        | 118        | 558                       |         | 448       | 1.623     | 97         |
| 1976 | 227.755     | 230.291     | 98,9        | 367        | 256        | 111        | 620                       |         | 366       | 1.393     | 97         |
| 1980 | 242.000     | 245.000     | 98,8        | 333        | 234        | 99         | 726                       | 2       | 334       | 1.232     | 97         |
| 1990 | 256.930     | 261.491     | 98,3        | 286        | 181        | 105        | 898                       | 15      | 288       | 974       | 94         |
| 1999 | 249.919     | 253.855     | 98,4        | 243        | 159        | 84         | 1.028                     | 26      | 175       | 723       | 91         |
| 2000 | 251.210     | 255.647     | 98,3        | 218        | 134        | 84         | 1.152                     | 28      | 165       | 696       | 91         |
| 2001 | 251.210     | 255.647     | 98,3        | 214        | 129        | 85         | 1.173                     | 29      | 177       | 696       | 85         |
| 2002 | 250.327     | 256.208     | 97,7        | 208        | 127        | 81         | 1.203                     | 31      | 173       | 628       | 84         |
| 2003 | 247.971     | 251.658     | 98,5        | 203        | 121        | 82         | 1.221                     | 31      | 155       | 593       | 84         |
| 2004 | 247.999     | 250.715     | 98,9        | 193        | 116        | 77         | 1.284                     | 33      | 152       | 578       | 66         |
| 2010 | 245.108     | 248.274     | 98,7        | 173        | 98         | 75         | 1.416                     | 30      | 136       | 404       | 63         |
| 2014 | 255.000     | 265.300     | 96,1        | 146        | 85         | 61         | 1.746                     | 32      | 123       | 331       | 62         |
| 2017 | 263.780     | 274.300     | 96,2        | 138        | 87         | 51         | 1.911                     | 30      | 98        | 303       | 62         |
| 2020 | 230.790     | 237.165     | 97,3        | 119        | 67         | 52         | 1.939                     | 31      | 90        | 282       | 62         |
| 2022 | 245.297     | 249.497     | 98,3        | 107        | 65         | 42         | 2.292                     | 29      | 75        | 225       | 62         |